# Diskografie Thalíe

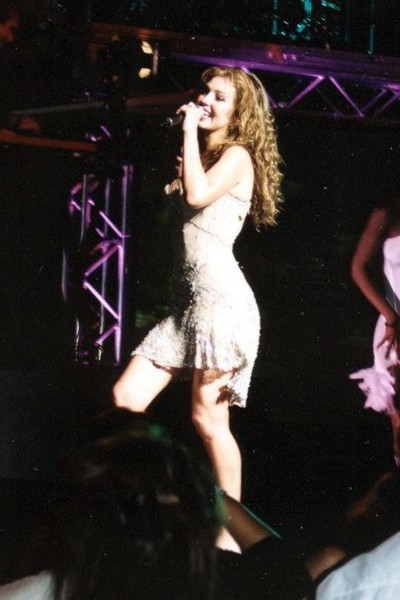
Thalía, koncert v Los Angeles

Diskografie mexické zpěvačky Thalíe.

## Řadová alba
| Alba | Hitparáda | Hitparáda | Hitparáda | Hitparáda | RIAA certification   |
| Alba | US 200    | Top Latin | Latin Pop | Top Heat  | RIAA certification   |
| --- | --------- | --------- | --------- | --------- | -------------------- |
| Thalía - 1. Španělské Studiové album - Vydáno: 10. října 1990 - Hudební vydavatelství: Melody/Fonovisa - Prodej v Mexiku (pouze): 850,000                               | –         | –         | –         | –         | TBA                  |
| Mundo de Cristal - 2. Španělské Studiové album - Vydáno: 26. září 1991 - Hudební vydavatelství: Melody/Fonovisa - Prodej v Mexiku (pouze): 1,000,000                    | –         | –         | –         | –         | TBA                  |
| Love - 3. Španělské Studiové album - Vydáno: 9. září 1992 - Hudební vydavatelství: Melody/Fonovisa - Prodej v Mexiku (pouze): 1,300,000                                 | –         | –         | 15        | –         | TBA                  |
| En Éxtasis - 4. Španělské Studiové album (1. mezinárodní Vydání) - Bailando én extasis - Vydáno: 12. září 1995 - Hudební vydavatelství: EMI - Světový prodej: 2,500,000 | –         | 13        | 7         | –         | 2x Platina (400,000) |
| Amor a la Mexicana - 5. Španělské Studiové album - Vydáno: 1. července 1997 - Hudební vydavatelství: EMI                                                                | –         | 6         | 2         | –         | 2x Platina (400,000) |
| Arrasando - 6. Španělské Studiové album - Vydáno: 25. dubna 2000 - Hudební vydavatelství: EMI                                                                           | –         | 4         | 1         | 10        | 2x Platino (400,000) |
| Thalía - 7. Španělské Studiové album - Vydáno: 21. květen 2002 - Hudební vydavatelství: EMI                                                                             | 11        | 1         | 1         | 1         | 2x Platina (400,000) |
| Thalía (Anglické album) - 1. Anglické Studiové album a 8. Studiové album - Vydáno: 8. červenec 2003 - Hudební vydavatelství: EMI/Virgin                                 | 11        | 1         | 1         | 1         | Zlato (500,000)      |
| El Sexto Sentido - 8. Španělské Studiové album - Vydáno: 19. červenec 2005 - Hudební vydavatelství: EMI                                                                 | 61        | 1         | 1         | 1         | 2x Platina (400,000) |
| Lunada - 9. Španělské Studiové album a 10. studiové album - Vydáno: 24. červen 2008 - Hudební vydavatelství: EMI                                                        | 106       | 10        | 4         | 1         | Zlato (100,000)      |

## Kompilace
- Thalía con banda: Grandes éxitos (28. srpna 2001)
- Thalía's Hits Remixed (25. února 2003)
- Greatest Hits (12. února 2004)

## Reedice
- Nandito Ako (1995)
- Por Amor (1998)
- El sexto sentido Re+Loaded (14. února 2006 v Mexiku, 29. května ve Španělsku a 6. června v USA)

## Hudební DVD (živá vystoupení, videoklipy)

### Videoklipy
- Greatest Hits (12. února 2004)

### Živá alba
| Album                                                            | Hitparáda | Hitparáda | Hitparáda | Hitparáda | Hitparáda | Certifikace |
| Album                                                            | US 200    | TOP LATIN | TOP HEAT  | MEX       | ARG       | Certifikace |
| ---------------------------------------------------------------- | --------- | --------- | --------- | --------- | --------- | ----------- |
| Primera Fila - Released: Listopad 2009 - Label: Sony Music - CS: | 168       | 1         | 1         | 1         | 2         | -           |

DVD
- Mambo Cafe (1999)
- Combo de Exitos: Somos la Historia (2006)
- Legado musical (2006)
- Rosalinda (telenovela) (2008)
- Maria la del barrio (telenovela) (2008)
- Marimar (telenovela)(2008)

## Další vydaná tvorba

### Compilace
- Thalía Mix [Melody/Fonovisa] (1993)
- Los Deseos de Thalía: Grandes Exitos [Melody/Fonovisa] (1994)
- 20 Kiliates Musicales [Melody/Fonovisa] (1996)
- Bailando en Éxtasis [EMI] (1997)
- Mis Mejores Momentos: Para Coleccionistas [Melody/Fonovisa] (1998)
- Jugo de Exitos [Melody/Fonovisa] (1998)
- Serie Millennium: 21 [Melody/Fonovisa] (1999)
- Serie Sensacional: La Sensacion de Thalia [Melody/Fonovisa] (2000)
- Serie 32 [Melody/Fonovisa] (2001)
- 15 Exitos [Melody/Fonovisa] (2002)
- Edicion Limitada [Melody/Fonovisa] (2002)
- Esenciales: The Ultimate Collection [Melody/Fonovisa] (2002)
- Oro: Grandes Exitos [Melody/Fonovisa] (2004)
- Grandes Exitos [Melody/Fonovisa] (2004)
- Combo de Exitos: Somos la Historia [Melody/Fonovisa] (2006)

### Soundtrack
- Anastasia Originální Soundtrack (1997)

### Celosvětový prodej
Thalia má prodáno přes 35 milionů alb po celém světě.

### Se skupinou Timbiriche
- 1987: Timbiriche VII
- 1988: Timbiriche VIII-IX
- 1989: Los Clásicos de Timbiriche

### Se skupinou Din-Din
- Din-Din En accion
- Din-Din Recornando el rock and roll
- Din-Din Somos alguien muy especial
- Din-Din Pitubailando

## Singly

### Thalía (1990)
- 1990: Un Pacto Entre Los Dos
- 1990: Saliva
- 1990: Amarillo Azul
- 1990: Pienso En Tí

### Mundo de Cristal
- 1991: En La Intimidad
- 1991: Sudor
- 1991: Te Necesito
- 1991: Madrid
- 1991: Fuego Cruzado

### Love
- 1992: Love
- 1992: El Bronceador
- 1992: La Vie En Rose (La Vida En Rosa)
- 1992: El Día Del Amor
- 1992: No Trates de Engañarme
- 1992: Sangre
- 1992: Déjame Escapar
- 1992: Flor De Juventud
- 1992: Maria Mercedes

### En éxtasis
- 1995: Piel Morena
- 1996: Gracias a Dios
- 1996: Amándote
- 1996: Quiero Hacerte el Amor
- 1996: Me Faltas Tú
- 1996: Lagrimas
- 1996: Maria La Del Barrio

### Nandito Ako
- Nandito Ako
- I Found Your Love
- You Are Still On My Mind
- Marimar

### Amor a la Mexicana/Por amor
Amor a la Mexicana
Latinská Americká
- 1997: Amor A La Mexicana
- 1998: Por Amor
- 1998: Noches Sin Luna
- 1998: Ponle Remedio
- 1998: Mujer Latina
- 1998: Es Tu Amor („Ever After“ soundtrack)
- 1998: Echa Pa'Lante [Spanish Cha-Cha Mix] („Dance With Me“ soundtrack)

Amor a la Mexicana
Španělsko
- 1998: Amor A La Mexicana
- 1998: Mujer Latina (España Remix)
- 1998: Por Amor (España Remix)
- 1998: De Dónde Soy

### Arrasando
- 2000: Entre El Mar Y Una Estrella
- 2000: Regresa a Mi
- 2000: Arrasando / It's My Party
- 2001: Reencarnación
- 2001: Rosalinda

Rádiové singly
- Menta y Canela (Mexico & Brazil)
- Pata Pata (Argentina)
- Siempre hay Cariño

### Thalía con banda: Grandes éxitos
- 2001:Amor a la Mexicana (Banda Verze)
- 2001:Piel Morena (Banda Verze)
- 2001:La Revancha
- 2001:Cuco Peña
- 2001:Quiero Hacerte el Amor (Banda Verze)

### Thalía 2002
- 2002:Tú y Yo
- 2002:No me Enseñaste
- 2002:¿A Quién le Importa?
- 2003:Dance Dance (The Mexican)
- 2003:En la Fiesta Mando Yo (airplay)
- 2003:Y Seguir (airplay)

### Thalía's Hits Remixed
- A Quién le Importa (Club Mix Hex Hector-Mac Qualye Re-Mixes)
- It's My Party (Anglická Verze)

### Thalía 2003
- 2003:I Want You/Me Pones Sexy (uvádějící Fat Joe)
- 2003:Baby I'm in Love/Alguien Real
- 2004:Don't Look Back/Toda la Felicidad
- 2004:Closer to You/Cerca de Ti
- 2003:Dance Dance (The Mexican)

### Thalía Greatest Hits
- 2004:Closer to You/Cerca de Ti
- 2004:Acción y Reacción
- 2004:Don't Look Back/Toda la Felicidad

### El Sexto Sentido/The Sixth Sense/El Sexto Sentido Re+Loaded
- 2005:Amar sin ser amada/You Know He Never Loved You
- 2005:Un alma sentenciada
- 2006:Seducción
- 2006:Cantando Por Un Sueño
- 2006:Olvídame
- 2006:No, No, No (uvádějící Anthony "Romeo" Santos/Aventura)
- 2006:Un Sueño Para Dos (airplay only)

### Lunada
- 2008:Ten Paciencia
- 2008:Será porque te amo
- 2008:Aventurero (uvádějící Sean Paul)